# Feel
«Feel» (с англ. — «Чувствовать») — песня британского певца Робби Уильямса, первый сингл из его пятого сольного студийного альбома Escapology, выпущенный 2 декабря 2002 года.
Песня стала международным хитом, достигнув первых строчек в чартах Венгрии, Италии, Нидерландов, Португалии, и попав в пятёрку лучших ещё в нескольких странах, в том числе и в Великобритании.

## О песне
Песня была написана Робби Уильямсом совместно с музыкантом и продюсером Гаем Чемберсом. Согласно Уильямсу, бо́льшая часть вокала для песни была взята из оригинальной демозаписи. Попытка перезаписать вокал не увенчалась успехом, и Робби утверждает, что «не смог спеть так же хорошо, как в тот день, когда он излил своё сердце».
Видеоклип на «Feel» снял режиссёр Воган Арнелл. В клипе Робби предстаёт в образе парня, ведущего размеренную жизнь на ковбойском ранчо. Клип вызвал некоторый интерес в США благодаря появлению в нём американской актрисы Дэрил Ханны. Существуют две версии клипа: чёрно-белая и цветная.

## Видеоклип
Видео было снято режиссером Воаном Арнеллом и показывает Уильямса в образе ковбоя. Дэрил Ханна сыграла его возлюбленную. Существовало две версии одного и того же видео, одна из которых была снята в чёрно-белом, а другая в цветном формате в Сандре, Альберта, Канада. В конце концов, чёрно-белая версия приобрела большую популярность и является единственной версией, доступной в Vevo через официальный канал Робби на YouTube (281 миллион просмотров по состоянию на 4 сентября 2021 года) и различные потоковые платформы.

## Списки композиций
Слова и музыка всех песен — написаны Робби Уильямсом и Гаем Чемберсом.
| №  | Название                        | Длительность |
| -- | ------------------------------- | ------------ |
| 1. | «Feel» (Album Version)          | 4:22         |
| 2. | «Nobody Someday» (Demo Version) | 2:53         |
| 3. | «You’re History»                | 4:44         |

| №  | Название               | Длительность |
| -- | ---------------------- | ------------ |
| 1. | «Feel» (Radio Edit)    | 3:40         |
| 2. | «Feel» (Album Version) | 4:22         |

| №  | Название                                            | Длительность |
| -- | --------------------------------------------------- | ------------ |
| 1. | «Feel» (видеоклип)                                  | 4:22         |
| 2. | «You’re History»                                    | 4:44         |
| 3. | «Nobody Someday» (Demo Version)                     | 2:53         |
| 4. | «3 X Robbie Williams Clips» (купюры из видеосъёмок) |              |

| Чарт (2002—2003)                    | Позиция |
| ----------------------------------- | ------- |
| ARIA                                | 10      |
| Австрия (Ö3 Austria Top 40)         | 3       |
| Бельгия/Фландрия (Ultratop 50)      | 5       |
| Бельгия/Валлония (Ultratop 50)      | 6       |
| Канада (Billboard Canadian Hot 100) | 9       |
| Дания (Tracklisten)                 | 4       |
| Франция (SNEP)                      | 6       |
| Latauslista                         | 13      |
| Германия (GfK)                      | 3       |
| Венгрия (Rádiós Top 40)             | 1       |
| Ирландия (IRMA)                     | 4       |
| FIMI                                | 1       |
| Нидерланды (Dutch Top 40)           | 1       |
| Новая Зеландия (Recorded Music NZ)  | 7       |
| Billboard                           | 2       |
| Billboard                           | 1       |
| Испания (PROMUSICAE)                | 13      |
| Швеция (Sverigetopplistan)          | 3       |
| Швейцария (Schweizer Hitparade)     | 4       |
| Великобритания (OCC UK Singles)     | 4       |
| США (Billboard Adult Pop Airplay)   | 28      |

| Страна         | Сертификация | Продажи  |
| -------------- | ------------ | -------- |
| Австралия      | Золотой      | 35,000+  |
| Австрия        | Золотой      | 15,000+  |
| Франция        | Золотой      | 200,000+ |
| Германия       | Золотой      | 150,000+ |
| Италия         | —            | 30,000+  |
| Швеция         | Золотой      | 10,000+  |
| Швейцария      | Золотой      | 20,000+  |
| Великобритания | Серебряный   | 245,000+ |